# 查爾斯頓 (伊利諾伊州)
查爾斯頓（英語：Charleston）是一個位於美國伊利諾伊州科爾斯縣的城市。根據2010年美國人口普查，該地人口為21838人，而該地的面積約為24.20平方千米。同時該地也是科爾斯縣的縣治。

## 地理
查爾斯頓的座標為39°29′05″N 88°10′41″W / 39.48472°N 88.17806°W，而該地的平均海拔高度為212米（即696英尺）。